# 양동여자중학교
양동여자중학교(楊東女子中學校)는 대한민국 부산광역시 부산진구 양정동에 있는 공립 중학교이다.

## 학교 연혁
- 2006년 11월 6일 : 양동여자중학교 설립 인가
- 2007년 3월 1일 : 개교 및 초대 배창준 교장 취임
- 2007년 3월 3일 : 제1회 입학식 (9(1)학급 298명)
- 2010년 2월 10일 : 제1회 졸업식(9학급 285명)
- 2015년 3월 1일 : 부산광역시교육청 지정 디지털교과서 활용 정책 연구학교(1／2년차)
- 2022년 9월 1일 : 제6대 이충용 교장 취임
- 2023년 3월 1일 : 부산광역시교육청 지정 다행복나눔학교 운영(2023.03~2027.02.)
- 2025년 2월 7일 : 제16회 졸업식(6학급 138명, 누계 3,285명)
- 2025년 3월 4일 : 제19회 입학식(7학급 175명)

## 참고 자료
- 양동여자중학교 - 한국교육학술정보원 학교알리미